# Mnesarete grisea
Mnesarete grisea – gatunek ważki z rodziny świteziankowatych (Calopterygidae). Występuje na terenie Ameryki Południowej.